# Anton Glouchko
Anton Kouzmitch Glouchko (Анто́н Кузьми́ч Глушко́), né le 18 (30) janvier 1884 à Taganrog et mort le 26 mai 1919 à Kharkov, est un révolutionnaire russe, premier président du comité du Parti ouvrier social-démocrate de Russie de Taganrog et du comité bolchévique du soviet des députés des travailleurs.    

## Biographie
Anton Glouchko naît dans une famille ouvrière ; après ses études à l'école paroissiale, il entre comme apprenti chez un typographe. C'est à partir de 1903 qu'il adhère aux idées révolutionnaires. Il fait partie de cercles clandestins marxistes dans le secteur de l'imprimerie, fondant le premier syndicat de typographes. C'est en 1907 qu'est formée à Taganrog la première imprimerie clandestine des socialistes révolutionnaires. Glouchko et ses  camarades impriment des brochures, tracts et libelles révolutionnaires. En juin 1908, Glouchko est arrêté et passe neuf ans en résidence surveillée dans des terŕitoires lointains de Sibérie où il poursuit ses activités révolutionnaires. Il s'enfuit mais est arrêté de nouveau. Il est amnistié en février 1917 et retourne à Taganrog où il lutte contre les menchéviks.  

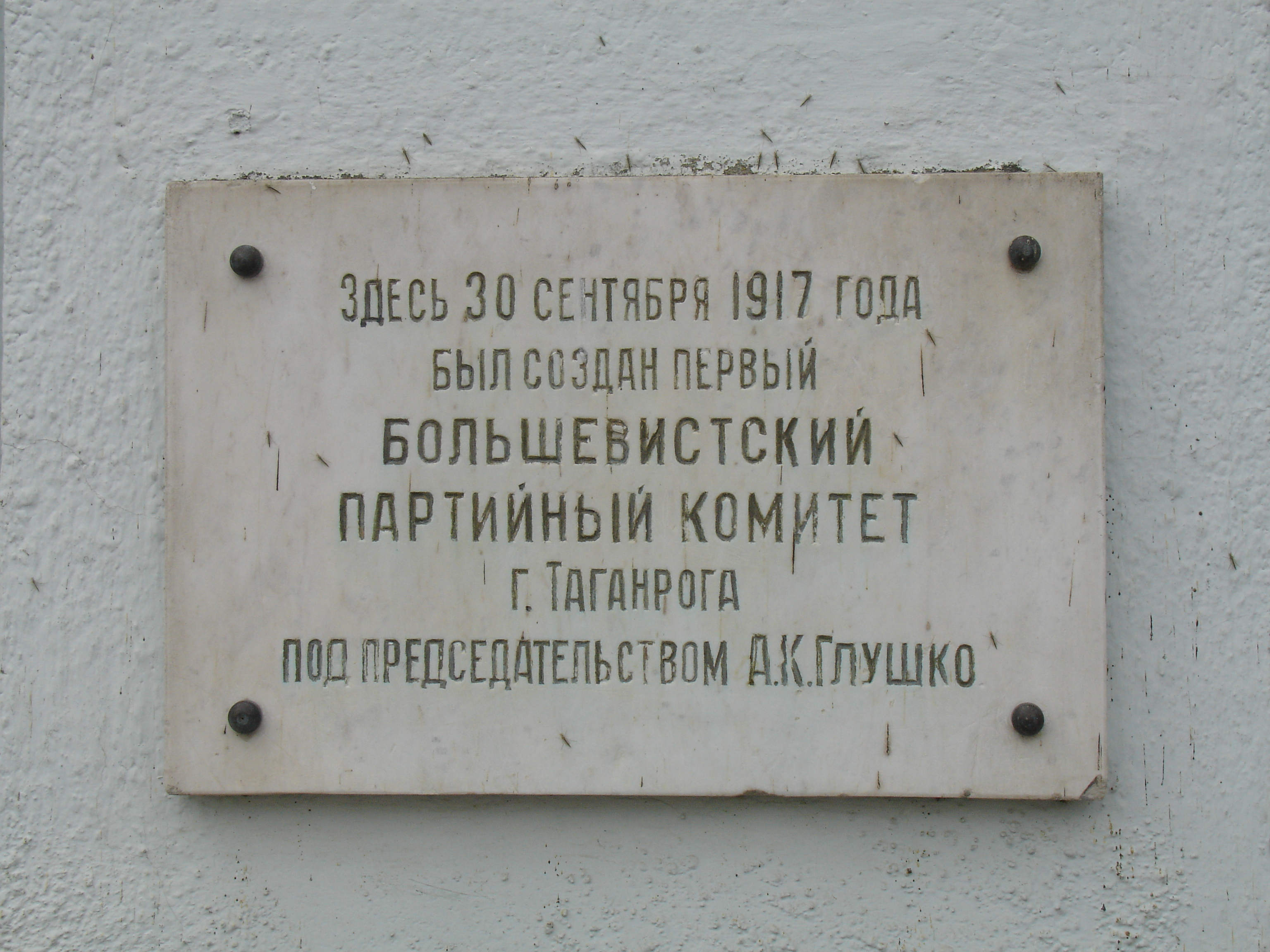
Plaque du premier comité bolchévique de Taganrog.

Le 30 septembre 1917, le premier comité du parti bolchévique est formé à Taganrog. Glouchko en est président.  
Les ouvriers de Taganrog se révoltent en janvier 1918 et le pouvoir soviétique s'impose dans la région. Glouchko est à la tête du comité révolutionnaire dès février, puis du soviet des députés ouvriers. Mais l'arrivée de l'armée allemande le force à quitter Taganrog en avril. 
Glouchko combat sur le front du Caucase du Nord et dans les steppes d'Astrakhan. Il meurt de tuberculose à Kharkov.

## Hommages
- Une rue de Taganrog porte son nom, la ruelle Glouchko, dans le centre historique.
- Un buste de Glouchko se trouve à Taganrog à l'angle de la ruelle Glouchko et de la rue Tchekhov.